# Rafik Kabou
Rafik Kabou, né le 28 octobre 1992, est un footballeur tunisien. Il évolue au poste d'attaquant.

## Clubs
- juillet 2012-juillet 2015 : Club sportif sfaxien (Tunisie)
  - décembre 2013-juillet 2014 : Espérance sportive de Zarzis (Tunisie), prêt
  - août 2014-juin 2015 : Union sportive de Ben Guerdane (Tunisie), prêt
- juillet 2015-juillet 2016 : Union sportive de Ben Guerdane (Tunisie)
- juillet 2016-août 2019 : Union sportive monastirienne (Tunisie)
- depuis août 2019 : Wadi Degla Sporting Club (Égypte)

## Palmarès
- Champion de Tunisie en 2013 avec le Club sportif sfaxien
- Coupe de la confédération en 2013 avec le Club sportif sfaxien